# Jana Sorgers
Jana Sorgers (alemany: Jana Sorgers-Rau)  (Neubrandenburg, 4 d'agost de 1967), de casada Rau, és una remadora alemanya, ja retirada, que va competir durant les dècades de 1980 i 1990. Fins a la reunificació alemanya va competir per la República Democràtica Alemanya.
El 1988 va prendre part en els Jocs Olímpics d'Estiu de Seül, on va guanyar la medalla d'or en la prova del quàdruple scull del programa de rem. Va formar equip amb Kerstin Foerster, Kristina Mundt i Beate Schramm. El 1996, als Jocs d'Atlanta, va guanyar una nova medalla d'or en la prova del quàdruple scull. En aquesta ocasió va formar equip amb Katrin Rutschow, Kerstin Koppen i Kathrin Boron.
En el seu palmarès també destaquen set medalles d'or al Campionat del món de rem entre les edicions de 1986 i 1995. A nivell nacional guanyà el títol del quàdruple scull de la RDA de 1986, 1988 i 1990 i el del doble scull de 1988 i 1989. Després de la reunificació va guanyar quatre títols en el quàdruple scull: el 1991, 1994, 1995 i 1996.